# Любомир Томич
Любомир Томич (на македонска литературна норма: Љубомир Томиќ) е северномакедонски архитект и университетски преподавател.

## Биография
Любомир Томич е роден на 7 февруари 1922 година в град Скопие, тогава в Кралството на сърби, хървати и словенци, в сърбоманското семейство на архитект Глигорие Томич. Завършва архитектура в Техническия факултет в Загребския университет в 1951 година. Започва работа в Архитектурния факултет на Скопския университет, където преподава Градежни конструкции. Занимава се с архитектурно проектиране, научноизследователска дейност, публицистика и педагогика. Освен жилищни сгради, той проектира и административни, училищни и производствени сгради. Сред значителните сгради, които проектира са Скопската търговска камара (1960), Алуминиева фабрика „20 май“ в Скопие (1961), Скопското студентско общежитие (1970) и други.
Женен е за архитектката Мимоза Несторова-Томич. Техен внук е северномакедонският архитект Георги Мойсов, носител на голямата награда от Биеналето на македонската архитектура за 2018 година.
Любомир Томич умира на 30 юни 2015 година в Скопие.